# Колдунья (фильм, 1956)
«Колду́нья» (фр. La Sorcière) — шведско-французский фильм-мелодрама 1956 года по мотивам повести А. Куприна «Олеся». В заглавной роли выступила Марина Влади. Фильм с успехом демонстрировался в советском прокате.

## Сюжет
Молодой инженер Лоран Брюлар (Морис Роне) приезжает из Парижа на север Скандинавии, чтобы руководить строительством дороги в глухом уголке Швеции. Брюлар честолюбив, открыт для общения и полон романтических надежд. Жизнь северной глубинки, где нет почты, магазинов, кафе и других «благ цивилизации», покоряет сердце молодого искателя приключений своей близостью к природе, патриархальностью и мистической верой местных жителей в могущество лесных духов — «троллей».
Открывая для себя всё новые и новые тайны этого затерянного среди лесов и болот мира, Брюлар встречает Ингу (Марина Влади) — прелестную внучку старухи Майлы. Майлу обитатели этих мест считают колдуньей, и дружба французского инженера со странным семейством из леса вызывает недоумение и недовольство. А когда между Брюларом и Ингой возникает любовь, все ополчаются против этого «запретного» чувства. Положение осложняется тем, что хозяйка этих мест, вдова Кристина Люндгрен (Николь Курсель), сама влюблена в Лорана и не может смириться с наличием соперницы. Она объявляет Майле ультиматум: старуха с внучкой должны в течение недели покинуть эти места.
Лоран решает пойти наперекор общественному мнению и жениться на Инге, однако та отказывается, говоря, что никогда не сможет пойти в церковь. Тем не менее, в воскресенье утром она преодолевает страх и заходит в деревенский храм. После службы разъярённые её появлением женщины избивают Ингу и прогоняют её, а один из пьяных мужчин попадает ей камнем в висок. Инга едва добирается до леса, где падает без чувств, а Лоран безуспешно ищет её и не может найти в лесной чаще.

## В ролях
- Марина Влади — Инга (в оригинале Ина)
- Морис Роне — Лоран Брюлар
- Николь Курсель — Кристина Люндгрен
- Мишель Эчеверри
- Руне Линдстрем
- Эрик Хелль
- Эрик Хелльстрём
- Улла Лагнелль
- Найма Вифстранд
- Ульф Пальме

## Награды
- 1956 год: Премия «Серебряный медведь» за выдающиеся достижения в области киноискусства[1] на 6-м Берлинском международном кинофестивале[2]

## Восприятие фильма в СССР
Фильм иногда сравнивают с более ранней чехословацкой картиной «Дикая Бара», также повествующей о «девушке-дикарке с пышными, неприбранными волосами», становящейся изгоем в обществе из-за обвинения в колдовстве. Наталия Лебина, говоря о возросшей популярности распущенных волос, отмечает, что «какое-то время на рубеже 1940—1950-х в СССР бытовало выражение: „Что ты такая растрёпанная, как дикая Бара!“, но в условиях сталинского гламура причёска дикой Бары не стала популярной. Подражать же „Колдунье“ захотели многие».